# مالويز
مالويز ((بالباشقيرية: Малаяҙ)‏ Malayaҙ) - القرية، المركز الإداري لمجلس قرية سالافات ‏ ومقاطعة سالافاتسكي ‏ في جمهورية باشكورستان. 

## تاريخ
كانت مالويز معروفةً طوال القرن السابع عشر تحت اسم كاراتفولي، وكانت االمركز الإقليمي لمنطقة سالافاتسكي، وكان مركز القرابة الدموية للكاراتفول. كانت عشيرة (ايماك) من الكاراتفول جزءًا من قبيلة آيل الباشكيرية (آيتامغالي). أول ذكر لسفارة الكاراتفول كان في عام 1701، حيث ناشد مالكو الأراضي في الباشكير (اسابا)، برئاسة كيزالكا إرينيف، إلى القيصر بيتر أليكسييفيتش بشأن تعريف حدود أراضيهم التراثية، والتي نشأت في نزاع مع الباشكيريين، رعاة من كيداي برئاسة يانبيت قادرشيكوف. 
نتيجة لذلك، بقيت الأراضي على طول نهري بيوش وكياوش للكاراتفوليين، وتحصلوا مذاكراتهم على هذه الأراضي. 
في العام التالي، تحول سكان قرية كاراتافلول إلى القيصر. "واتهم مرزاقل أولياكوف وشقيقه سكان قرية كارتافلي نفسها، أكوزي ديليف ورفاقه. 
في العشرينات والثلاينات من القرن الثامن عشر، كان القائد المعروف (منذ عام 1736 كان يطلق على منصب فورمان) أو فورمان من مقاطعة كاراتافليسكى هما ايستامغول يلداشيف وأخوه ياغافار يلداشيف. 
من عام 1742، تم الحفاظ على خطابات الاستجواب لياغافار يلداشيف في الأرشيف.
قام ابنه كوتلو ياجافاروف في عام 1805 بدور المحامي من الباشكير في مقاطعة كاراتافليسكى. 
خلال حكم الكانتون (1798-1865)، كانت قرية كاراتافلي جزءًا من 10 خيام، 8 كانتونات الباشكير. 
بعد تأسيس قرية نوفيي كاراتافلي (في الحقبة السوفيتية)، بدأ تطبيق اسم ستارو-كاراتافلي على قرية كاراتافلي. 
في القرن العشرين. اندمجت القرية مع قرية ميخائيلوفكا وقرية ستارايا كاراتافلي تم تغيير اسمها إلى مالويز. 

## السكان
| السكان حسب السنوات | السكان حسب السنوات | السكان حسب السنوات | السكان حسب السنوات | السكان حسب السنوات | السكان حسب السنوات | السكان حسب السنوات |
| 1959               | 1970               | 1979               | 1989               | 2002               | 2009               | 2010               |
| ------------------ | ------------------ | ------------------ | ------------------ | ------------------ | ------------------ | ------------------ |
| 2058               | ↗2421              | ↗3451              | ↗3751              | ↗4764              | ↗5250              | ↘4914              |

حسب فإن الجنسية السائدة هي الباشكير (60 ٪) . 

## محطات الراديو
يقع على الضفة اليسرى لنهر يوريوزان، بالقرب من التقاء نهر شاردالي. 
المسافة إلى: 
- (أوفا): 179 كم،
- أقرب محطة قطار (كروباتشيفو  [لغات أخرى]‏): 55 كم.

## وصلات خارجية
1. 66.86 ميغاهيرتز من راديو روسيا (Mesyagutovo) ؛
2. 67.25 ميجا هرتز راديو روسيا (يوريوزان) ؛
3. 101.2 ميغاهيرتز راديو داشا (Ust-Katav) ؛
4. 101.6 ميغاهيرتز راديو داشا (يوريوزان) ؛
5. 103.6 ميغاهيرتز راديو كونتيننتال (يوريوزان) ؛
6. 105.8 ميغاهيرتز راديو Yuldash (Mesyagutovo) ؛
7. 106,9 ميغاهرتز كوخ راديو (سيم) ؛
8. 107.7 ميغاهرتز القمر الصناعي FM (Mesyagutovo) ؛

## مشاهير القرية
- (29 ديسمبر 1899 - 12 سبتمبر 1992) - الكاتب التتاري، الشاعر، الكاتب المسرحي، كاتب النثر، عالم الفولكلور وعالم اللغة، مترجم قواميس التتارية.[3][4]
- حافظوف النار

## المعالم
- متحف سلافات يولاييف  [لغات أخرى]‏ ، بطل الباشكير الوطني، في قرية مالويز، افتتح في 15 يونيو 1991. ويستند التكوين على تصميم خيام الباشكير. يحكي معرض المتحف عن مصير الشاعر سالافات يولاييف. عناصر الديكور هي خيام الباشكير والملابس والأدوات والأواني.ينتمي السرج والصابر، وفقا للأسطورة، إلى سلافات يولاييف.[5][6][5]